# Belaine (rivière)
La Belaine est une petite rivière française dans le département de Saône-et-Loire. C'est un affluent de la rive gauche de l'Arconce et un sous-affluent de la Loire.

## Étymologie
Deux interprétations gauloises sont avancées :
- Nom dérivé du gaulois "Bel", clair. La Belaine serait la rivière aux eaux claires.
- Mais les Gaulois honoraient une divinité "Belenos", dont le nom est dérivé de bel : c'est la divinité lumineuse assimilée à Apollon, le dieu solaire des Romains[2].

## Géographie
De 9,4 kilomètres de longueur, la Belaine prend sa source sur la commune de Saint-Christophe-en-Brionnais, à 417 mètres d'altitude, près du lieu-dit la Fontaine Saint-Martin.
Elle traverse les communes de Briant et Sarry avant de déboucher dans l'Arconce un peu en amont d'Anzy-le-Duc.

## Communes et cantons traversés
Dans le seul département de Saône-et-Loire, la Belaine traverse quatre communes et deux cantons :
- dans le sens amont vers aval : Saint-Christophe-en-Brionnais (source), Briant, Sarry, Anzy-le-Duc (confluence).

Soit en termes de cantons, la Belaine prend source dans le canton de Semur-en-Brionnais, et conflue dans le canton de Marcigny.

## Affluents
La Belaine a deux petits affluents référencés :
- ? (rg) 0,5 km sur la seule commune Saint-Christophe-en-Brionnais.
- ? (rg) 1 km sur la seule commune de Sarry.

Selon Géoportail, un troisième est aussi référencé :
- les Reuils (rg) sur les deux communes de Sainte-Foy et Briant[3].

## Aménagements
À Saint-Christophe-en-Brionnais, près de l'étang des Bains, on voit encore un ancien établissement thermal qui avait des eaux ferrugineuses.

## Écologie
La Belaine a déjà été polluée. Le site de la Belaine a été proposé au classement en décembre 1998, pour une superficie de 3548 hectares.

## Galerie

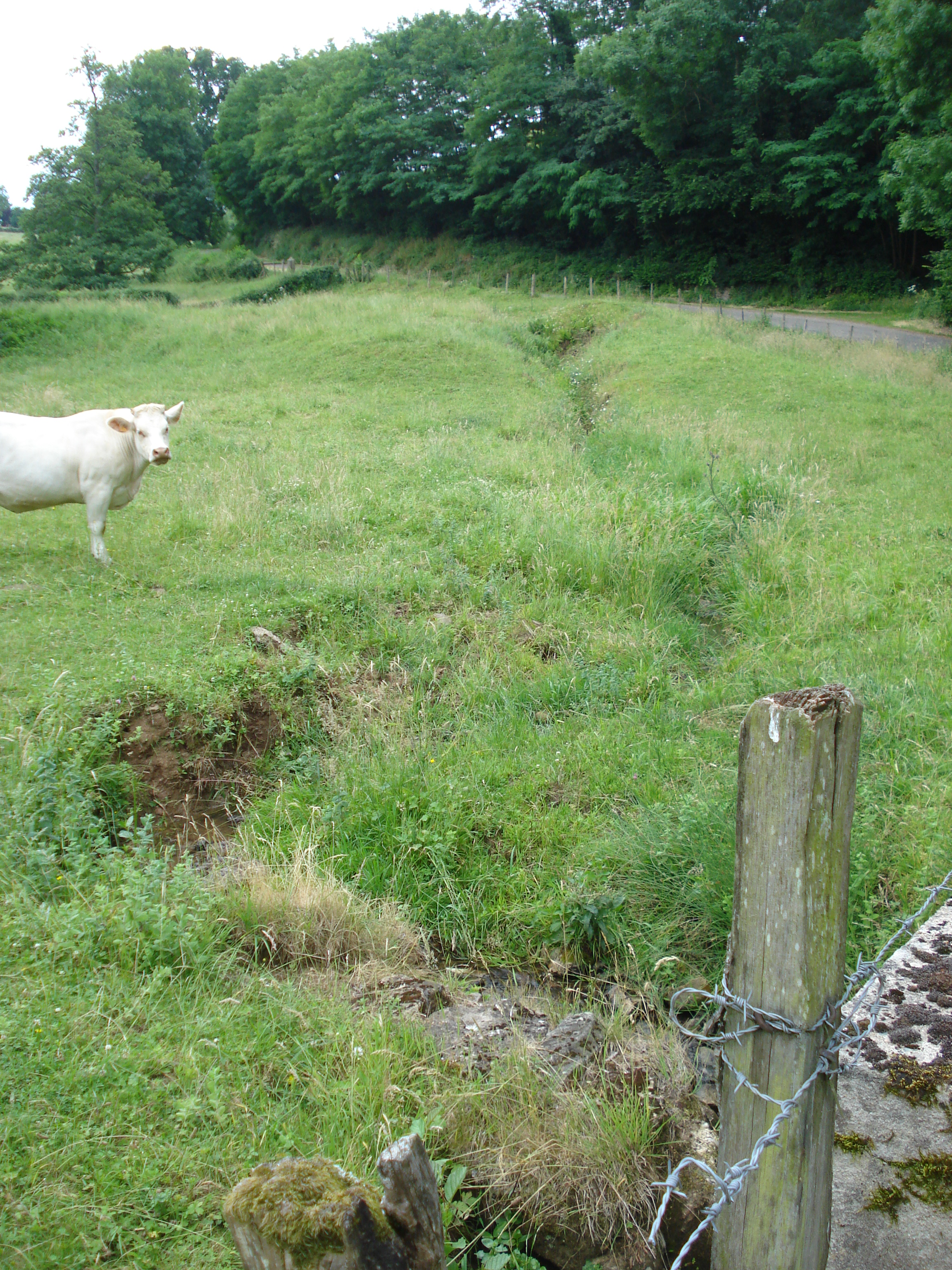
La Belaine près de sa source à Saint-Christophe-en-Brionnais